# David Civera

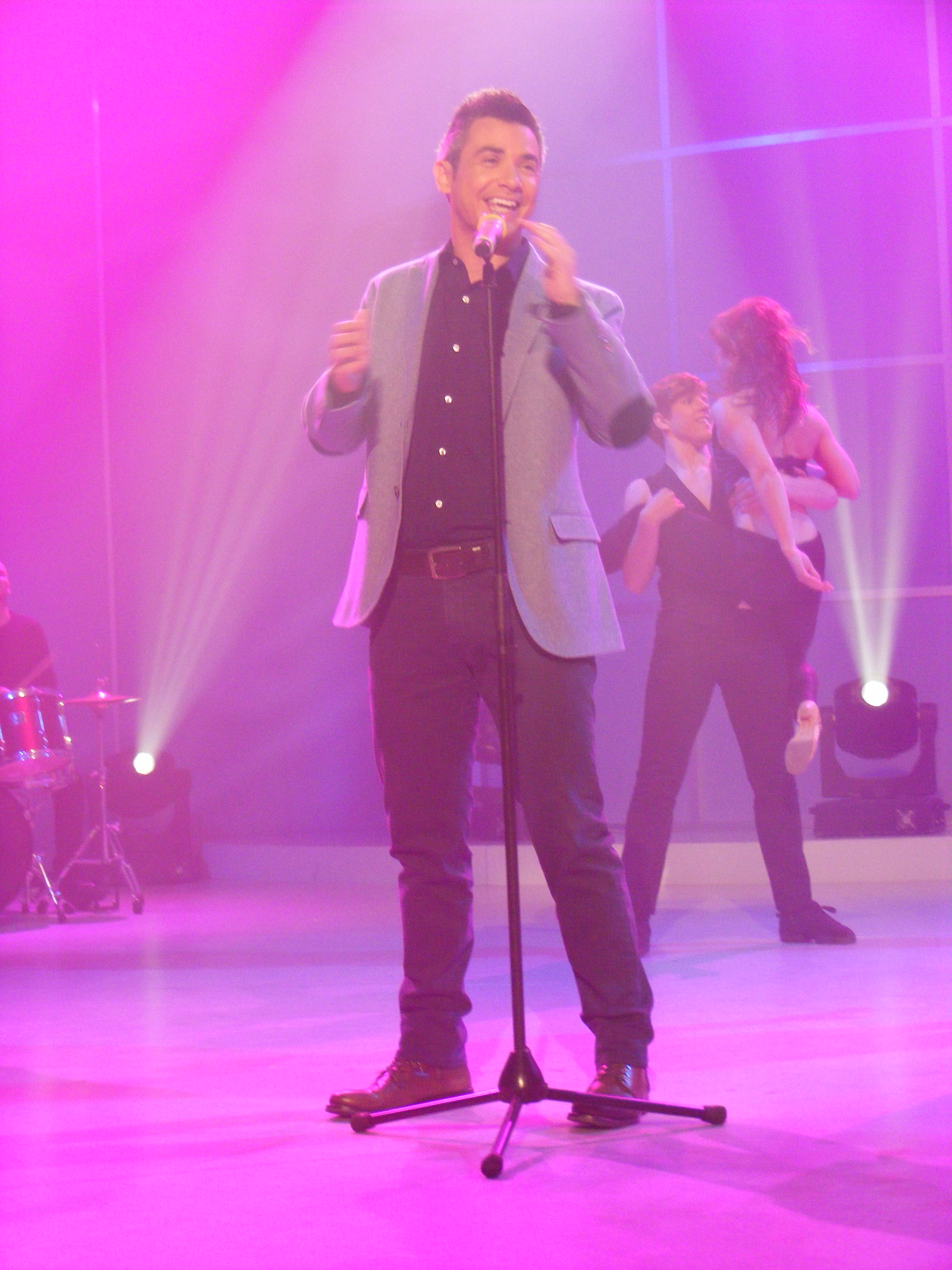
David Civera (2013)

David Civera Gracia (* 8. Januar 1979 in Teruel) ist ein spanischer Popsänger.

## Leben und Wirken
Civera, der schon einige Talentshows bestritt und auch ein Album veröffentlicht hatte, siegte bei der Sendung Eurocanción, der spanischen Vorauswahl zum Eurovision Song Contest 2001. Beim Wettbewerb in Kopenhagen ging er dann mit dem Popsong Dile que la quiero auf den sechsten Platz. Die folgenden Alben und Singles wurden dann ein großer Erfolg in ganz Spanien. Sein Stammproduzent war ab dem zweiten Album Alejandro Abad. Anfang 2006 siegte er bei der Tanzshow ¡Mira quién baila!, dem spanischen Let’s Dance.

## Diskografie

### Alben
- 1997: Hoy como ayer
- 2001: Dile que la quiero (ES: Gold)
- 2002: En cuepo y alma (ES: Platin)

| Jahr | Titel                       | Höchstplatzierung, Gesamtwochen, AuszeichnungChartsChartplatzierungen (Jahr, Titel, Platzierungen, Wochen, Auszeichnungen, Anmerkungen) | Anmerkungen                             |
| Jahr | Titel                       | ES | Anmerkungen                             |
| ---- | --------------------------- | --- | --------------------------------------- |
| 2003 | La chiqui Big Band          | ES2 ×2Doppelplatin · (38 Wo.)ES |                                         |
| 2005 | Perdóname                   | ES3 Gold · (29 Wo.)ES |                                         |
| 2006 | Ni el primero, ni el último | ES9 (14 Wo.)ES |                                         |
| 2007 | No bastará                  | ES22 (15 Wo.)ES |                                         |
| 2008 | Para vivir contigo          | ES28 (18 Wo.)ES |                                         |
| 2008 | Grandes éxitos              | ES64 (7 Wo.)ES |                                         |
| 2009 | Podemos elegir              | ES58 (5 Wo.)ES |                                         |
| 2011 | A ritmo de clásicos         | ES6 (16 Wo.)ES |                                         |
| 2013 | Versión original            | ES81 (2 Wo.)ES | Erstveröffentlichung: 19. November 2013 |
| 2016 | 15 Aniversario              | ES52 (2 Wo.)ES | Erstveröffentlichung: 18. November 2016 |

grau schraffiert: keine Chartdaten aus diesem Jahr verfügbar

### Singles
| Jahr | Titel Album                | Höchstplatzierung, Gesamtwochen, AuszeichnungChartsChartplatzierungen (Jahr, Titel, Album, Platzierungen, Wochen, Auszeichnungen, Anmerkungen) | Anmerkungen |
| Jahr | Titel Album                | ES | Anmerkungen |
| ---- | -------------------------- | --- | ----------- |
| 2001 | Dile que la quiero         | ES2 (9 Wo.)ES |             |
| 2011 | Gloria A ritmo de clásicos | ES44 (1 Wo.)ES |             |

Weitere Singles
- 2002: Que la detengan (ES: Gold)